# Oštarski Stanovi
Oštarski Stanovi es una localidad de Croacia en el municipio de Rakovica, condado de Karlovac.

## Geografía
Se encuentra a una altitud de 358 m s. n. m. a 120 km de la capital nacional, Zagreb.

## Demografía
En el censo 2011, el total de población de la localidad fue de 149 habitantes.
| Gráfica de población de Oštarski Stanovi 1857-2011                  |
|                                                                     |
| Según los censos de población de la oficina estadística de Croacia. |